# Zuckerfabrik Tulln

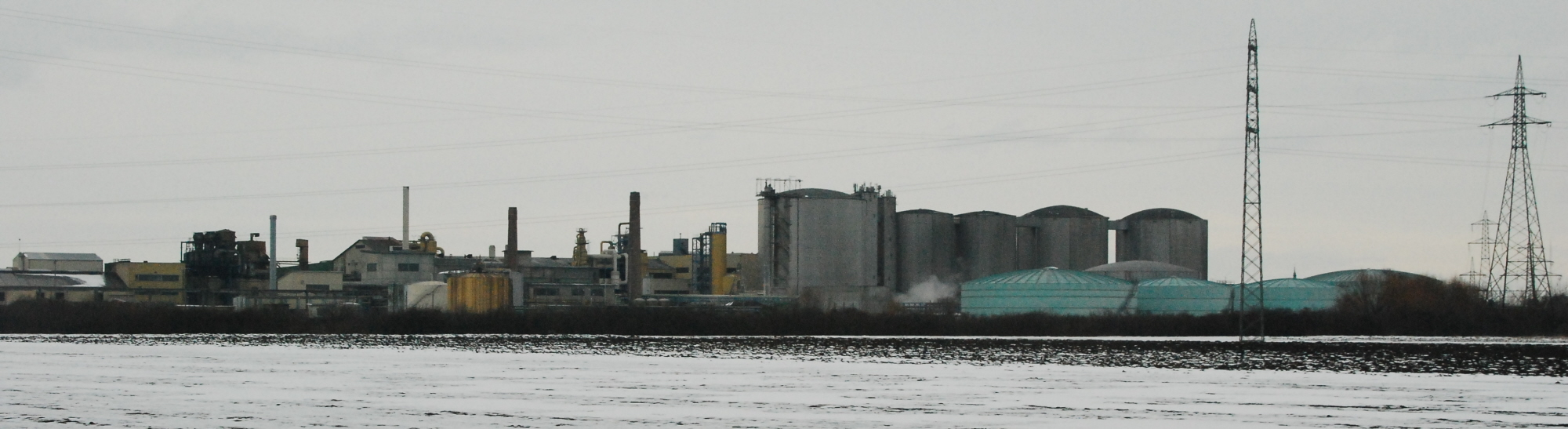
Zuckerfabrik Tulln (im Jänner 2010)

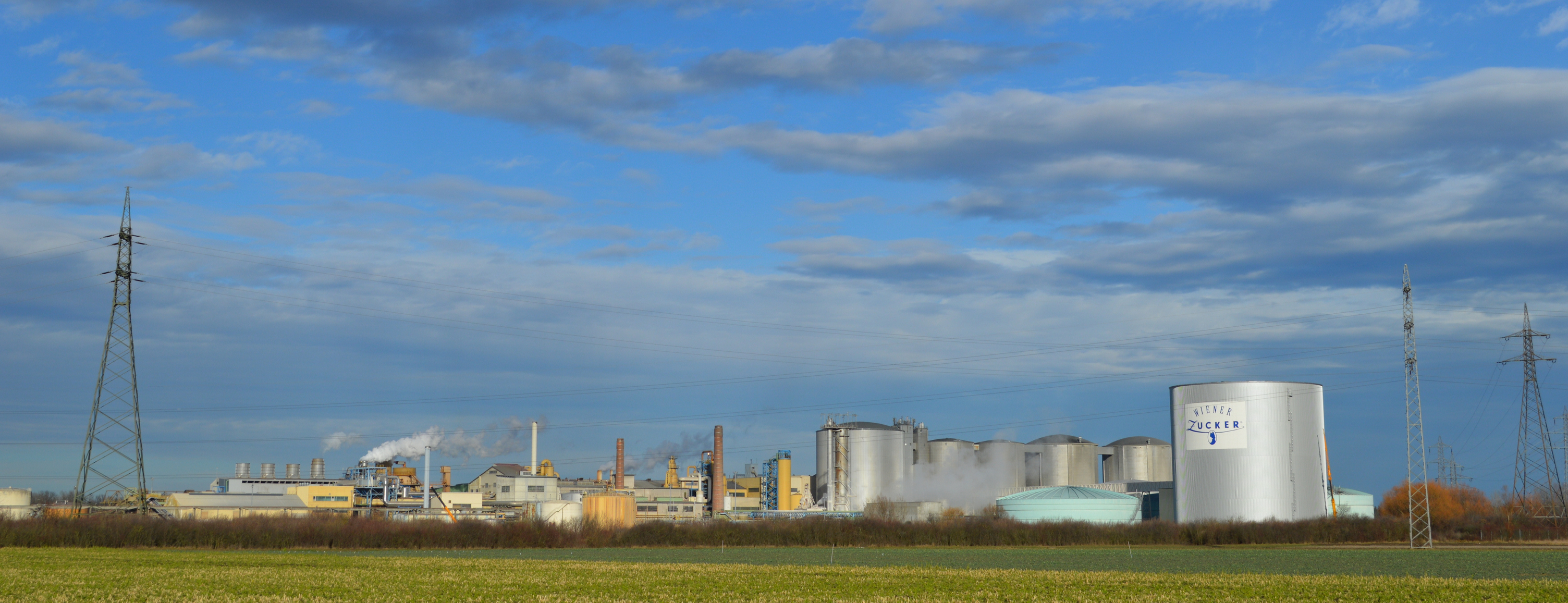
Zuckerfabrik Tulln (im Dezember 2013)

Die Zuckerfabrik Tulln in Tulln an der Donau (Niederösterreich) ist die letzte noch bestehende österreichische Zuckerfabrik. Betrieben wird die Fabrik von der Firma Agrana. Am Standort Tulln ist auch die Verwaltung der AGRANA Zucker GmbH beheimatet. Zur Lagerung des Zuckers befinden sich am Standort Tulln sechs Silos (siehe Bilder), welche insgesamt eine Lagerkapazität von 180.000 Tonnen Kristallzucker haben. (Ein im Jahr 2011 neu in Betrieb genommener Silo hat eine Kapazität von 70.000 Tonnen Kristallzucker, dieser Silo ist mit 52 Metern Gesamthöhe und einem Innendurchmesser von 49 Metern der zweitgrößte Zuckersilo Europas).
Im Jahr 2011 betrug die Zuckerproduktion etwa 2.300 Tonnen pro Tag, die Menge an verarbeiteten Zuckerrüben lag dabei bei etwa 12.500 Tonnen pro Tag. Die Menge an produziertem Zucker lag im Jahr 2011/2012 erstmals bei über 300.000 Tonnen (im Vergleich dazu: im Geschäftsjahr 2010/2011 betrug die Produktionsmenge ca. 260.000 Tonnen Zucker). Das Unternehmen beschäftigt etwa 320 Mitarbeiter (während der sog. Rübenkampagne steigt die Mitarbeiterzahl auf rund 380).

## Geschichte

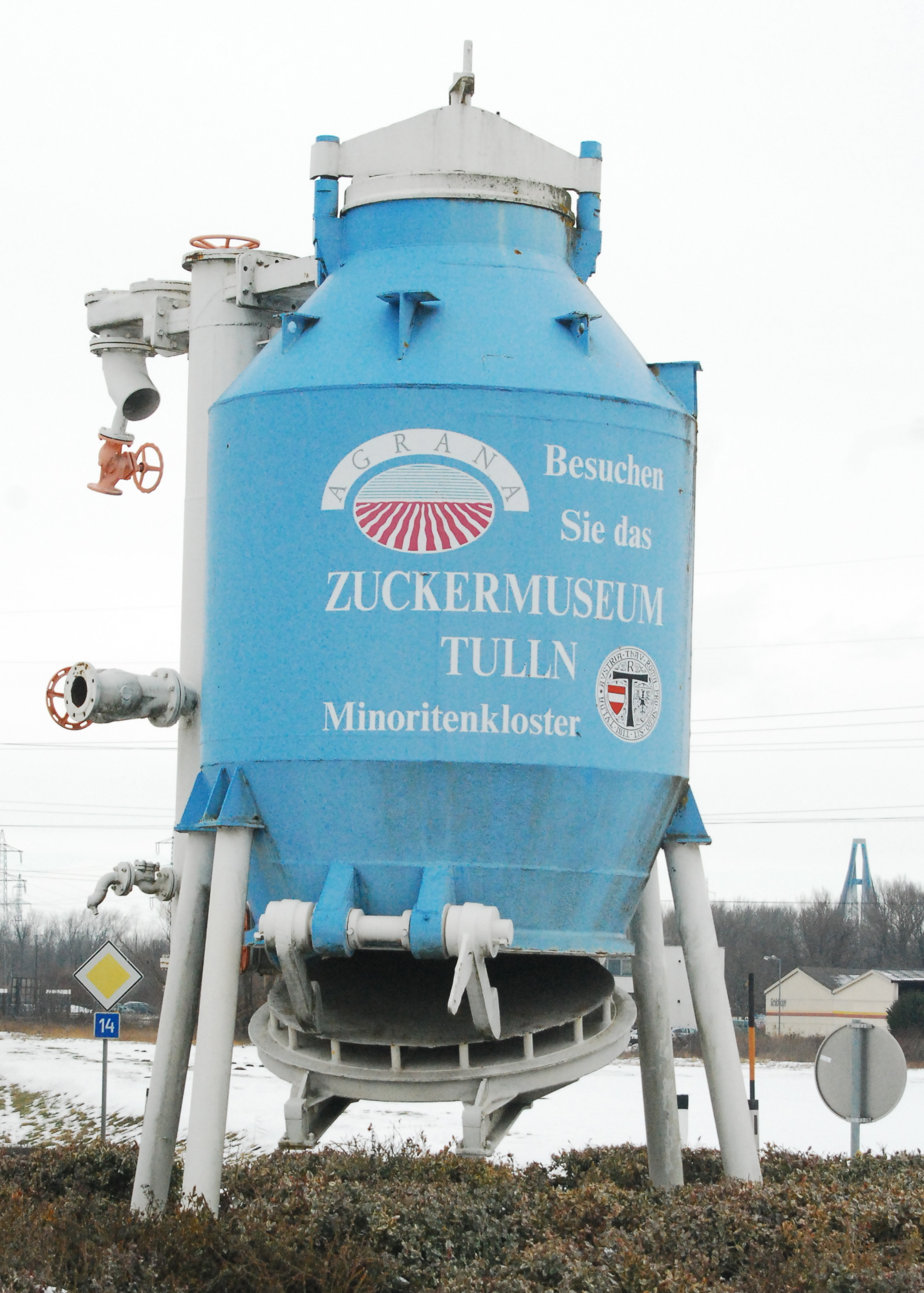
Hinweis auf das Zuckermuseum Tulln im Minoritenkloster auf einem Kessel im Zentrum eines Kreisverkehrs

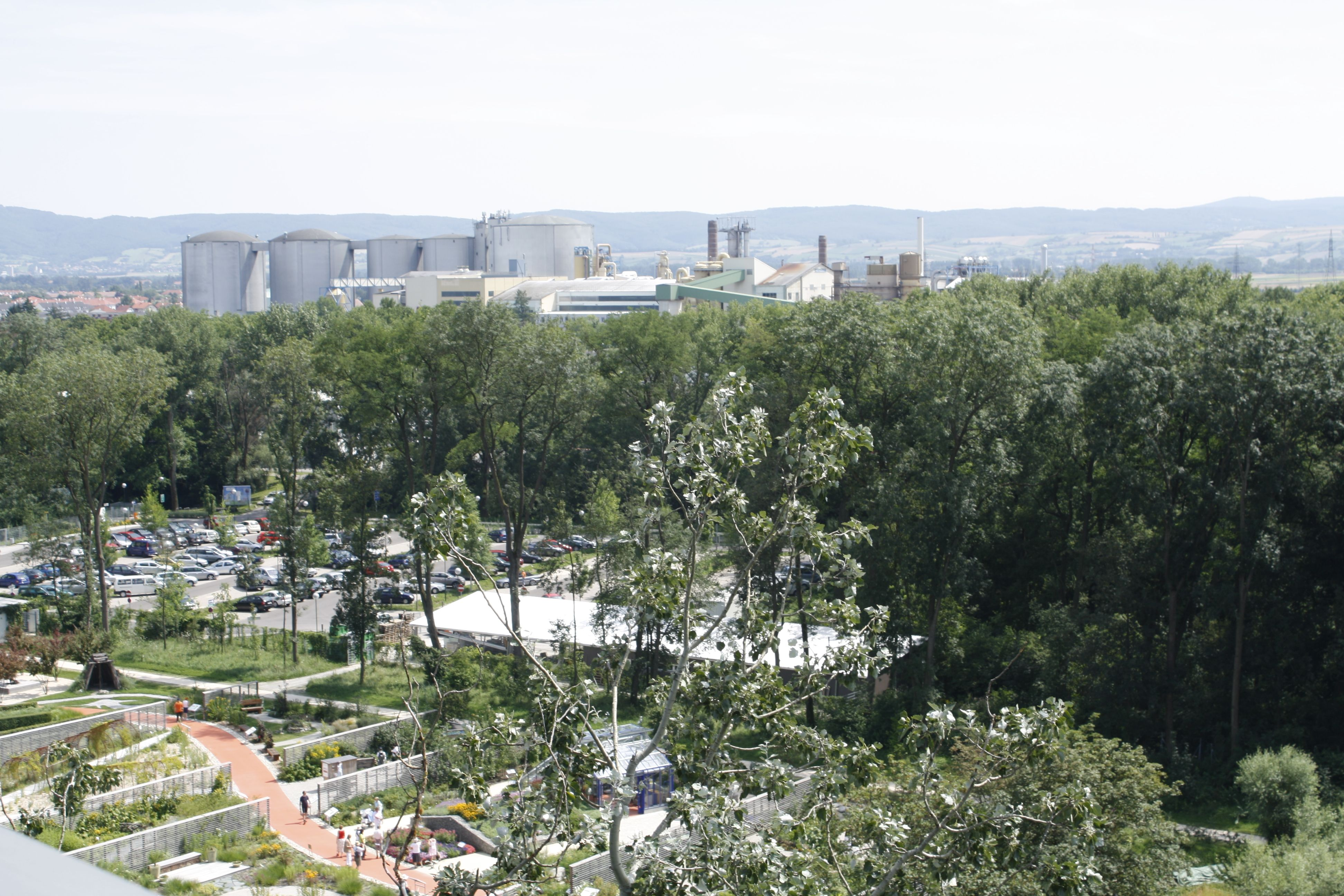
Blick vom Baumwipfelweg der Garten Tulln

### Gründung
Ab etwa 1934 gab es Überlegungen zur Errichtung einer genossenschaftlich organisierten Zuckerfabrik als Alternative zur industriellen Rübenverarbeitung. Verzögert wurde die Verwirklichung dieses Projekts durch eine Rekordrübenernte im Jahr 1934, die eine Reduktion der Anbaufläche um 20 Prozent nach sich zog.
Da die bereits bestehenden Zuckerfabriken in
- Dürnkrut (Zuckerfabrik Dürnkrut),
- Leopoldsdorf (Zuckerfabrik Leopoldsdorf),
- Hohenau an der March (Zuckerfabrik Hohenau),
- Bruck an der Leitha (Zuckerfabrik Bruck),
- Hirm (Zuckerfabrik Hirm),
- Siegendorf (Zuckerfabrik Siegendorf) und
- Enns (Zuckerfabrik Enns) das reduzierte Rübenangebot problemlos bewältigen konnten, bestand zunächst kein Bedarf an einem neuen Produktionsstandort.

Da aber die Leipnik-Lundenburger Zuckerfabriken Aktiengesellschaft ihre Konzession zu  Gunsten des neuen Standortes zurücklegte, konnte im November 1936 die Niederösterreichische Zuckerfabriks Aktiengesellschaft unter Beteiligung der
- Leipnik-Lundenburger Zuckerfabriken Aktiengesellschaft, der
- Hohenauer Zuckerfabrik der Brüder Strakosch, der
- Hirmer Zuckerfabrik Aktiengesellschaft, der
- Siegendorfer Zuckerfabrik Conrad Patzenhofers Söhne und die
- Oberösterreichische Zuckerfabriks Aktiengesellschaft gegründet werden.

Die Vorarbeiten für die Errichtung der Tullner Zuckerfabrik im Südwesten des Stadtgebietes begannen 1937 unter anderem mit dem Bau einer Schleppbahnanlage für den Materialtransport. Im gleichen Jahr wurden auch bereits die Rohbauten der Fabrikshalle und des Verwaltungsgebäudes fertiggestellt. Bis zum Frühjahr 1938 errichtete Waagner Biro die tragende Eisenkonstruktion der Maschinenhalle, so dass ab April 1938 nach Plänen der Paukerwerke und der Ersten Brünner Maschinenfabrik mit dem Einbau der maschinellen Ausstattung begonnen werden konnte.
Das Unternehmenskonzept der Tullner Zuckerfabrik, die am 26. Oktober 1938 ihren Betrieb aufnahm, sah vor allem die Produktion von Rohzucker vor. Von den Gründungsbetrieben wurden rund 60.000 Tonnen Zuckerrüben dem neuen Produktionsstandort zu Lasten der eigenen Kontingente überlassen. Der produzierte Rohzucker wurde den Zuckerfabriken zur Raffination und zur Lohnveredelung in Weißzucker überlassen. Neue wirtschaftliche Auflagen führten die Produktion von Vorratszucker und Futtermitteln ein und banden die Zuckerfabriken an ein bestimmtes Einzugsgebiet, was die Zuckerfabrikanten finanziell belastete. Im Dezember 1938 übernahm die Landwirtschaftliche Zucker-Aktiengesellschaft die Tullner Zuckerfabrik. Im April 1939 folgte die Zuckerfabrik Hohenau.

### Nach dem Krieg
Die 1945 gegründete Tullner Zuckerfabrik Aktiengesellschaft musste sowohl die Zuckerfabrik selbst als auch den Rübenanbau wieder aktivieren. Wegen der Umstellung von Roh- auf Konsumzuckerproduktion wurde 1948 das erste Zuckermagazin errichtet und die Fabrikationshalle erweitert. Zu Beginn der 1950er Jahre folgten eine eigene Raffinerie für Weißzucker, der Ausbau des Kesselhauses, eine Erweiterung der Zuckermühle sowie eine Produktionsstätte für Würfelzucker. 1977 wurden die Zuckerfabriken von Leopoldsdorf, Dürnkrut, Hohenau, Enns und Tulln zur Sugana Zucker GmbH fusioniert.
Im Jahr 1978 erwarb die Zuckerfabrik Tulln 50 Prozent der Zuckerfabrik Bruck. In der Folge wurde die Verwaltung nach Wien verlegt. Die Kooperation der beiden Zuckerfabriken hatte schließlich 1983 die Fusion zur Folge.

Agrana Research & Innovation Center

In der Zuckerfabrik Tulln befindet sich das sog. zentrale Zuckermagazin mit einem Hochregallager das eine Kapazität von rund 8.000 Tonnen Zucker hat. Alle im österreichischen Handel erhältlichen Haushaltszuckersorten werden hier auch erzeugt, abgepackt und bis zur Auslieferung zwischengelagert.

### Agrana Research & Innovation Center
Auf dem Areal der Zuckerfabrik Tulln befindet sich auch die Agrana Research & Innovation Center, das Forschungszentrum der Agrana-Gruppe. Deren Hauptaufgabe ist die Entwicklung umweltfreundlicher und energiesparender Methoden zur Zuckerherstellung. Die Agrana Research & Innovation Center GmbH ist ein eigenständiges Unternehmen, das sich aber zu 100 % im Besitz der AGRANA befindet.